# Архангельское (Ясногорский район)
Арха́нгельское — село в Ясногорском районе Тульской области России.
В рамках административно-территориального устройства является центром Архангельской сельской территории Ясногорского района, в рамках организации местного самоуправления включается в Ревякинское сельское поселение.

## География
Расположено в 29 км к северу от Тулы и в 4 км к юго-западу от райцентра, города Ясногорска.

## История
В 1994 году в состав села включена деревня Бобровка.

## Население
| 2002 | 2010 |
| ---- | ---- |
| 540  | ↗565 |

Население — 565 чел. (2010).